# 제주한라대학교
제주한라대학교(濟州漢拏大學校)는 제주특별자치도 제주시 한라대학로 38 (노형동)에 있는 2,3,4년제 전문대학이다.

## 연혁
- 1969년: 초급대학과정으로 공립 제주간호학교 설립
- 1971년: 제주간호전문학교 개교
- 1979년: 제주간호전문대학으로 개편
- 1983년: 제주간호보건전문대학으로 교명 변경
- 1983년: 사립 대학으로 변경 (학교법인 한라학원)
- 1991년: 한라전문대학으로 교명 변경
- 1998년: 제주한라대학으로 교명 변경
- 2011년: 제주한라대학교로 교명 변경°

## 특징
제주한라대학교는 제주특별자치도에 위치한 국내 최초의 2년제+3년제+4년제 대학으로 노형동에 위치해있으며, 약 21만m2의 교지와 90만m2의 실습목장(국내 최대규모 실내 승마장)으로 구성되어 있다. 다른 전문대학교는 간호학과만 4년제를 승인받음과는 달리 제주한라대학교는 2,3,4년제를 통합운영한다.
부속·부설 기관으로 도서관, 정보전산센터, 한라아트홀, 한라학사(기숙사), 평생교육원, 미래문화기술연구단, 언어교육센터, 국제교류센터, 종합인력개발센터, 창업보육센터, 한라·뉴캐슬 PBL교육연구원, 한라·스토니브룩 응급의료교육원, 예비군중대, 신문사, 방송국, 한라컨벤션센터 등이 있으며, 부설연구소로 문화관광교육연구소와 제주향토식품연구소가 있다.
그 밖에 학교법인 산하 금호유치원이 있고, 재단병원인 제주한라병원으로 실습을 나갈 수 있다. 간호보건계열 뿐만 아니라 많은 학과들이 해외대학(호주 뉴캐슬대와 복수학위과정, 미국 뉴욕주립대와도 교류프로그램, 중국 복수학위과정, 스위스SSTH 호텔관련 학과 졸업 후 진학프로그램 등등)과 연계가 매우 잘 되어 있다.
또한 관광계열학과들은 실습용도로 지어진 금호세계교육관에서 수업을 진행하는데, 이 곳의 객실, 연회장(한라컨벤션센터), 레스토랑, 조리시설과 같은 호텔 시설들은 모두 5성급으로 지어놨다.
캠퍼스 주변에는 제주고등학교와 제주제일고등학교의 교육기관이 위치하며, 제주시 탐라도서관이 근처에 있어 다소 부족한 학교 도서관의 장서 수를 보완할 수 있다.
도서관
1970년에 설립된 제주한라대학교 도서관에는 열람석 632석, 개가자료실 198석, 장서 6만 8,272권 등이 갖추어져 있다.

## 같이 보기
- 대한민국의 교육